# Eloy Sansón y Pons
Eloy Sansón y Pons fue un político español nacido en Santa Cruz de Tenerife (Tenerife, Canarias) en 1862 y fallecido en la misma ciudad en 1945.
Emigró a Argentina siendo muy joven, pero pronto regresa a Canarias, contrayendo matrimonio con Manuela Cabrera Cabrera. Vinculado a la oligarquía terrateniente, poseía fincas en El Rosario y la costa sur de Santa Cruz de Tenerife. Era también aguateniente, teniendo acciones de agua en distintos puntos de la isla, impulsando la creación de galerías y siendo gerente del Canal de Araya y el Canal de Salamanca, que abastecían de agua a la ciudad de Santa Cruz de Tenerife y a los barcos del Puerto de Santa Cruz de Tenerife. Fue el primer presidente de la Cámara Agrícola Provincial] y concejal del ayuntamiento de Santa Cruz de Tenerife, primero por el partido monárquico (1919), y luego por el Partido Republicano Tinerfeño (1931). Entre enero de 1923 y octubre de 1929 fue presidente de la Junta de Obras del Puerto de Santa Cruz de Tenerife, con ingenieros directores como Vicente Núñez Cabañas, Julio Diamante Menéndez y Juan José Luque Argenti.